# Ahmed Ajaj
Ahmed Ajaj (en arabe : أحمد محمد عجاج), né en 1966 en Cisjordanie est un terroriste islamiste. Il est l'un des auteurs de l'attentat du World Trade Center de 1993. Bien qu'il soit incarcéré depuis septembre 1992, il est reconnu coupable lors du procès de l’attentat du World Trade Center pour son implication depuis la prison. En mai 1994, il est condamné à 240 années d'emprisonnement. Il est emprisonné dans la prison de très haute sécurité ADX Florence.
Ahmed Ajaj prend le même avion que Ramzi Yousef pour entrer de nouveau aux États-Unis le 1er septembre 1992 dans un vol en provenance du Pakistan. Les deux hommes font comme s'ils ne se connaissent pas. Livreur de pizza à Houston, Ajaj essaie d’entrer avec un passeport suédois falsifié mais son manque de vêtements attire l’attention des services d’immigration à l’aéroport John F. Kennedy. Quand les fonctionnaires entreprennent des vérifications complémentaires, ils découvrent de nombreux manuels d'utilisation de couteaux, grenades, poisons, armes et sur la fabrication de cocktails Molotov et autres bombes dans ses bagages.